# الإعاقة في كوريا الجنوبية
وجدت دراسة الإعاقة الوطنية لعام 2016 أن هناك حوالي 2,683,400 شخص يعانون من إعاقة في كوريا الجنوبية. تمثل الإعاقات الجسدية حوالي 50% من إجمالي السكان ذوي الإعاقة. في العقود القليلة الماضية، تم تحسين السياسات والخدمات المتعلقة بالأشخاص ذوي الإعاقة تحت إشراف خطة الخمس سنوات. وقد أنشأت الحكومة عدة مراكز تأهيل إقليمية للأشخاص ذوي الإعاقة وقدمت وطبقت برامج تأهيل في مجتمعاتهم. عدد الأشخاص ذوي الإعاقة في كوريا الجنوبية في تزايد مع تقدم السكان في السن. وفي هذا الشأن، تخطط الحكومة الكورية الجنوبية لنموذج رفاهية مستقر للتكيف مع التغيرات الديموغرافية طويلة الأجل.

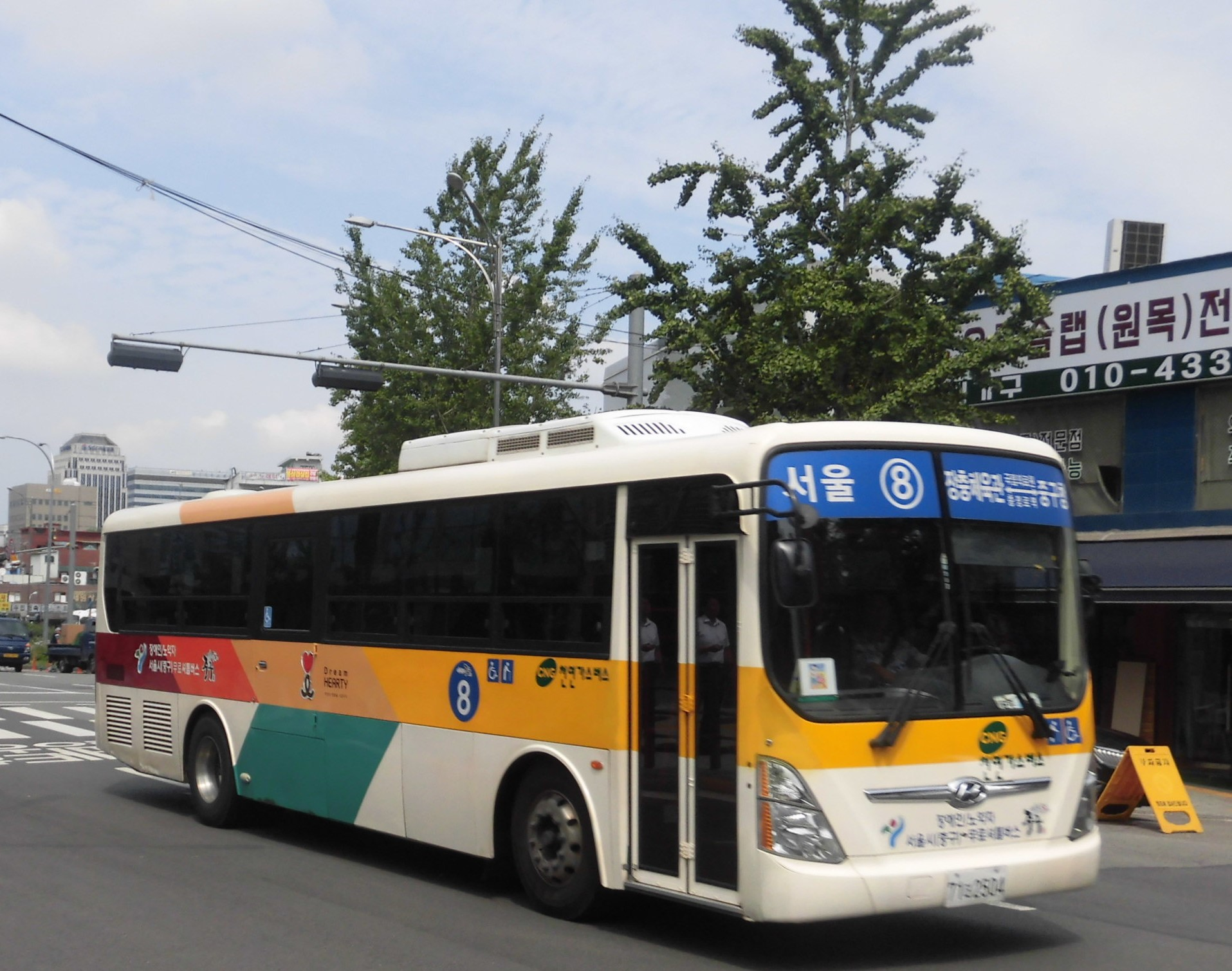
حافلة نقل مجانية لذوي الإعاقة وكبار السن في منطقة جونغ-جو، سيول.

## التركيبة السكانية
13.9% من الكوريين الجنوبيين ذوي الإعاقة يعتمدون في حياتهم اليومية على مساعدة الآخرين، و82.4% منهم يتم الاعتناء بهم من قبل أسرهم. بعد زيادة عدد المستفيدين من خدمات إدارة الأشخاص ذوي الإعاقة في عام 2011، ارتفع معدل استخدام العمال المساعدين بنسبة 10.8% مقارنة بالفترة السابقة.
يبلغ متوسط الدخل الشهري للأسر التي تضم أفرادًا ذوي إعاقة حوالي 1,780 دولارًا (2,000,000 وون) ومتوسط الإنفاق الشهري 1,460 دولارًا (1,620,000 وون)، وهو ما يمثل حوالي 54% من المتوسط العام للأسر في البلاد. وفقًا للإحصاءات، يُستخدم 72% من دخل الأشخاص ذوي الإعاقة في الأمور المتعلقة بالرعاية الطبية. كما يبلغ معدل البطالة لديهم 7.8%، وهو ضعف المعدل العام للبطالة. أما مستوى الأجور للموظفين ذوي الإعاقة فيبلغ 1,280 دولارًا (1,420,000 وون)، وهو فقط 54.6% من متوسط الأجر الوطني البالغ 2,340 دولارًا (2,600,000 وون).
قبل أن يبدأ الناس في تغيير وضع الأشخاص ذوي الإعاقة، وبسبب الطبيعة المحافظة والمتجانسة للمجتمع الكوري الجنوبي، لم يكن الأشخاص ذوو الإعاقة يحصلون على المساواة والاهتمام. كما أن الحكومة الكورية الجنوبية والمؤسسات الاجتماعية كانت تفتقر إلى التخطيط طويل الأجل والدعم الفعّال. في كوريا الجنوبية، يتطلب قانون تعزيز التوظيف للأشخاص ذوي الإعاقة من أصحاب العمل الذين لديهم أكثر من 300 موظف الاحتفاظ بنسبة 2% من الوظائف للأشخاص ذوي الإعاقة. ومع ذلك، فإن 0.91% فقط من المناصب الوظيفية يشغلها موظفون ذوو إعاقة. العديد من أصحاب العمل يترددون في توظيف الأشخاص ذوي الإعاقة. فقط 11% من الأشخاص ذوي الإعاقة لديهم أجهزة كمبيوتر شخصية، و6.9% يستخدمون الإنترنت، مما يحد من وصولهم إلى المعلومات.
من أجل تغيير تصور الجمهور للأشخاص ذوي الإعاقة، قام نظام البث الكوري (كي بي إس) بإنتاج ثلاثة برامج تلفزيونية خاصة حول الإعاقة.

## التمييز
بفضل جهود الأشخاص ذوي الإعاقة والأطراف المعنية، بدأ العديد من الناس في لفت الانتباه إلى الأشخاص ذوي الإعاقة، وأوضحوا للجمهور ما هي الحياة الحقيقية للأشخاص ذوي الإعاقة، وأظهروا لهم أن الأشخاص ذوي الإعاقة يمكنهم الإسهام في المجتمع. كما نشرت العديد من الدول قانون مكافحة التمييز واتفاقية الأمم المتحدة لحقوق الأشخاص ذوي الإعاقة. وقد حدثت هذه التغيرات أيضًا في كوريا الجنوبية. ومع ذلك، بسبب التوسع السريع في الفضاء المادي ووعي الحقوق للأشخاص ذوي الإعاقة الذين كانوا يعانون من عزلة اجتماعية سابقًا، سيواجه الأشخاص ذوو الإعاقة أشكالًا مختلفة من الصراع والتمييز في العلاقات الشخصية الجديدة.

### مرض هانسن
أكثر من نصف الأشخاص المصابين بمرض هانسن (جذام) يصابون بإعاقة وتغير في مظهر المريض، وهو ما تم رفضه وتمييزه من قبل معظم الناس في القرن العشرين. في عام 2000، تم استبدال كلمة "الجذام" بـ "مرض هانسن". في 11 أكتوبر 2004، نظمت رابطة المحامين الكوريين منتدى في سيول لمناقشة حقوق الإنسان لمرضى هانسن. وذكرت التقارير الإعلامية في المنتدى أن أكثر من 400 شخص من ذوي الإعاقة الذين كانوا مصابين بمرض هانسن اجتمعوا معًا، وعُرفوا بـ "بحر الدموع"، حيث عبروا عن تجاربهم ودعوا إلى تشريع خاص لتصحيح التمييز الشديد ومعاناتهم.

### العنف الجنسي
في عام 2001، كان الشعار الذي تبنته مركز العنف الجنسي ضد النساء ذوات الإعاقة هو "النساء ذوات الإعاقة لا يرغبن في أن يكن هدفًا للعنف الجنسي".

## تسلسل هرمي للإعاقة والقضايا المتعلقة بها
حتى عام 2017، كانت الأشخاص ذوي الإعاقة في كوريا الجنوبية يُصنفون إلى ستة مستويات.[بحاجة لمصدر] كان المؤشر 1 يشير إلى أشد درجات الإعاقة، وكان المؤشر 6 يشير إلى أقل درجات الإعاقة نسبيًا. كانت الإعاقة الخفيفة تشمل الأشخاص الذين يمكنهم العناية بأنفسهم، حتى وإن كانوا يحتاجون لبعض الدعم الشخصي. أما الإعاقات الشديدة فكانت تشمل الأشخاص الذين يعتمدون بشكل كبير على المساعدة الشخصية أو الأجهزة المساعدة. وكان سبب تصنيف الأشخاص ذوي الإعاقة إلى درجات شديدة وأقل هو أنهم لم يكن لديهم احتياجات طبية مختلفة فحسب، بل كان يتم تحديد بعض المنافع بناءً على هذا التعريف لدرجة الإعاقة.
قال تريفور بالمر، أستاذ متقاعد في جامعة سيدني وأحد المشاركين في تقرير الإعاقة العالمي لعام 2011،: "من منظور الحكومة، يبدو هذا معقولًا، لكن لا يمكن تأكيد عدالته. النظام يعتمد بالكامل على الطب، وهذا عمل مبسط جدًا للإعاقة."
بالإضافة إلى الأمل في إلغاء نظام التصنيف، كان الناشطون أيضًا يرغبون في إلغاء قانون كان يمنحهم منافع إعاقة بناءً على الإعاقة أو دخل أقاربهم. كان هناك اعتقاد بأن المخصصات المالية التي تم منحها لم تكن تستخدم للغرض المقصود منها، وهو مساعدة الأشخاص ذوي الإعاقة.[لماذا؟]
هناك أيضًا أشخاص ذوو إعاقات شديدة، وأقاربهم غير قادرين على العناية بهم. وهم يقيمون في مؤسسات أنشأتها الحكومة وتستوعب حالياً أكثر من 30,000 شخص. نادرًا ما يتعرض هؤلاء الأشخاص للزوار في حياتهم اليومية.[بحاجة لمصدر]
ومع ذلك، في هذه المؤسسات، يتم توفير المنشآت التي يحتاجونها، ومع ذلك لا يمكن للأشخاص ذوي الإعاقة التخلص من هذه المؤسسات. فالعالم الخارجي يفتقر إلى البنية التحتية والمساكن وفرص العمل ووسائل النقل التي تكفي لتلبية احتياجات الأشخاص ذوي الإعاقة. هناك حاليًا أكثر من 4,000 شخص في قائمة الانتظار.[أي منها؟] حوالي 70% من المتقدمين هم أقارب للأشخاص ذوي الإعاقة، لذا يمكنهم العناية بأقاربهم في المنزل دون التضحية بكل حياتهم الشخصية أو عملهم.
في 5 سبتمبر 2017، وبفضل جهود وإصرار الأطراف المختلفة، تم إلغاء نظام تصنيف الإعاقة في كوريا الجنوبية. رحب الناشطون بهذا الانتصار، لكن بدأت احتجاجات لاحقًا في سيول. حيث رغب أولياء أمور الطلاب ذوي الإعاقة في إنشاء مدرسة لخدمة الطلاب ذوي الإعاقة في المنطقة، في حين شعر آخرونتصنيف:مقالات فيها كلمات مبهمة بحاجة لتوضيح[مِثل مَن؟]
```
أن إنشاء مدرسة لذوي الإعاقة سيؤثر على سمعة المنطقة وتكلفة الإسكان.
```

## إعادة التأهيل والعلاج
تماشياً مع أفكار العديد من الدول، وضعت كوريا الجنوبية السكان ذوي الإعاقات في مكانة أساسية في سنوات السلام. أكدت التطورات التكنولوجية والاقتصادية والطبية هذا التحول، ويعتقد العديد من الكوريين أن القدرة على تحويل الأشخاص ذوي الإعاقات من خلال الفيزياء الحيوية الطبية هي جزء من المجتمع ويمكن أن تُظهر قدرتهم على علاج الأشخاص ذوي الإعاقات، مما يعزز الانطباع لدى الدول الأخرى عن كوريا ويؤسس الروح الوطنية.
لهذا الغرض، طورت الحكومة الكورية وأطلقت سلسلة من السياسات والبرامج التي تهدف إلى تحسين مرافق الأشخاص ذوي الإعاقة وزيادة الإعانات المالية لهم.
كان أول خطة لتحقيق المعاملة المتساوية للأشخاص ذوي الإعاقة من 1998 إلى 2002؛ لتحقيق بناء الرفاهية للأشخاص ذوي الإعاقة من 2003 إلى 2007، مثل التعليم المستهدف وفرص العمل؛ ومن 2008 إلى 2012 تم تنفيذ الخطة الثالثة التي استمرت لتطوير الشمول الاجتماعي للأشخاص ذوي الإعاقة، والقضاء على التمييز، وتعزيز المرافق الأساسية، وإنشاء نظام خدمة الرفاهية الذي يركز على الأشخاص ذوي الإعاقة.
في سبتمبر 2011، زارت نا كيونغ وون، سياسية من حزب القوة الشعبية، منشأة مرتبطة بذوي الإعاقة الشديدة، وتعرضت لانتقادات اجتماعية بعد أن قامت بإزالة ملابس مراهق ذي إعاقة شديدة واستحمام أمام الصحفيين. كما انتقدتها منظمات حقوق الإنسان للأشخاص ذوي الإعاقة.
بعد أكثر من 10 سنوات من التطور المستمر، أصبح مفهوم ونظام الأشخاص ذوي الإعاقة في كوريا مختلفًا تمامًا عما كان عليه سابقًا. كان محدودًا في السابق بالحواجز البدنية، والآن تم إضافة العوائق الناتجة عن الدماغ، واضطرابات نفسية مثل التوحد، والإصابات الناتجة عن الجراحة أو الجروح التجميلية.
تتكلف التأمينات الصحية الوطنية حوالي 765 مليون دولار في معدات العلاج الطبيعي للأشخاص ذوي الإعاقة وفي تطوير العلاج الوظيفي. قدمت الحكومة المعدات المساعدة للأشخاص ذوي الإعاقة من ذوي الدخل المنخفض لتحسين قدرتهم على العناية الذاتية، مثل الأطراف الاصطناعية والكراسي المتحركة. بعد عام 1997، تم إضافة هذه المعدات أيضًا إلى حماية الرفاهية. تشمل العناصر المنزلية التي يتم تغطيتها الترجمة على شاشات التلفزيون، والساعات الصوتية، ومنتجات التأهيل مثل وسائد منع حب الشباب والأحذية الطبية. أكثر الأدوات استخدامًا هي العكازات للأشخاص ذوي الإعاقة البدنية والإصابات الدماغية، وزادت نسبة استخدام الكراسي المتحركة الكهربائية بنسبة 22.3٪ و6.9٪ على التوالي. 74.3٪ من الأشخاص الصم يستخدمون سماعات الأذن، ويستخدم المزيد والمزيد من الأشخاص ذوي الإعاقة الصوتية الحنجرة الاصطناعية، بينما يستخدم المرضى الذين يعانون من مرض الكلى جهاز غسيل الكلى.